# Стефан Велков (революционер)
Стефан Велков Атанасов е български революционер, деец на Вътрешната македоно-одринска революционна организация.

## Биография
Велков е роден в 1879 година в кратовското село Талашманце, тогава в Османската империя, днес в Северна Македония. Присъединява се към ВМОРО и влиза в четата на съселянина си Дончо Ангелов. След като родният му край попада в Сърбия след Междусъюзническата война, Велков отново се занимава с революционна дейност. В 1915 година е отново в четата на Дончо Ангелов. Екзекутиран е в така нареченото Кумановско клане от комунистическите власти във Федерална Югославия през януари 1945 година.